# 행정전산망
행정전산망은 국가기간전산망사업의 일환으로 구축된 통신망으로 주민등록관리, 부동산관리, 고용관리, 자동차관리, 통관관리, 경제통계관리 등 전국적 대민 서비스 업무를 중심으로 한다. 행망이라고 줄여 부르기도 했다. 1984년 설립된 국가기간전산망조정위원회에 의해 기본방향 및 방침이 정해졌고, 1986년 전산망보급확장과이용촉진에관한법률의 제정, 1987년 전산망조정위원회의 설립 이후, 본격적으로 구축되기 시작했다. 실제 구축에 앞서 1986년 서울아시안게임 전산시스템 구축을 시범사업으로 진행했다. 서울아시안게임 전산시스템 구축 시기부터 원거리 연결방식은 TCP/IP 프로토콜을 이용했으며, 이를 위해 유닉스 운영체제로 구동되는 호스트 컴퓨터를 사용하였다.

## 같이 보기
- 국가기간전산망
- 교육전산망
- 연구전산망